# Macromedia Fireworks
Fireworks je počítačový program od společnosti Macromedia. Slouží k úpravě a tvorbě digitálních obrázků. V současnosti je k dispozici ve verzi CS6. Jeho možnosti většinou využijí profesionální designéři nebo programátoři pracující v aplikaci Flash, neboť je s programem Fireworks plně kompatibilní.
Společnost Macromedia byla odkoupena společností Adobe Systems.
6. května 2013 společnost Adobe oznámila ukončení dalšího vývoje programu.

## Přehled verzí
| Verze                               | Rok vydání |
| ----------------------------------- | ---------- |
| Macromedia Fireworks                | 1998       |
| Macromedia Fireworks 2              | 1999       |
| Macromedia Fireworks 3              | 2000       |
| Macromedia Fireworks 4              | 2001       |
| Macromedia Fireworks MX (v6.0)      | 2002       |
| Macromedia Fireworks MX 2004 (v7.0) | 2003       |
| Macromedia Fireworks 8              | 2005       |
| Macromedia Fireworks 8.1            | 2005       |
| CS3 (v9.0)                          | 2007       |
| CS4 (v10.0)                         | 2008       |
| CS5 (v11.0)                         | 2010       |
| CS5.1 (v11.1)                       | 2011       |
| CS6 (v12.0)                         | 2012       |